# Pycnanthemum tenuifolium
Pycnanthemum tenuifolium là một loài thực vật có hoa trong họ Hoa môi. Loài này được Schrad. miêu tả khoa học đầu tiên năm 1809.

## Hình ảnh

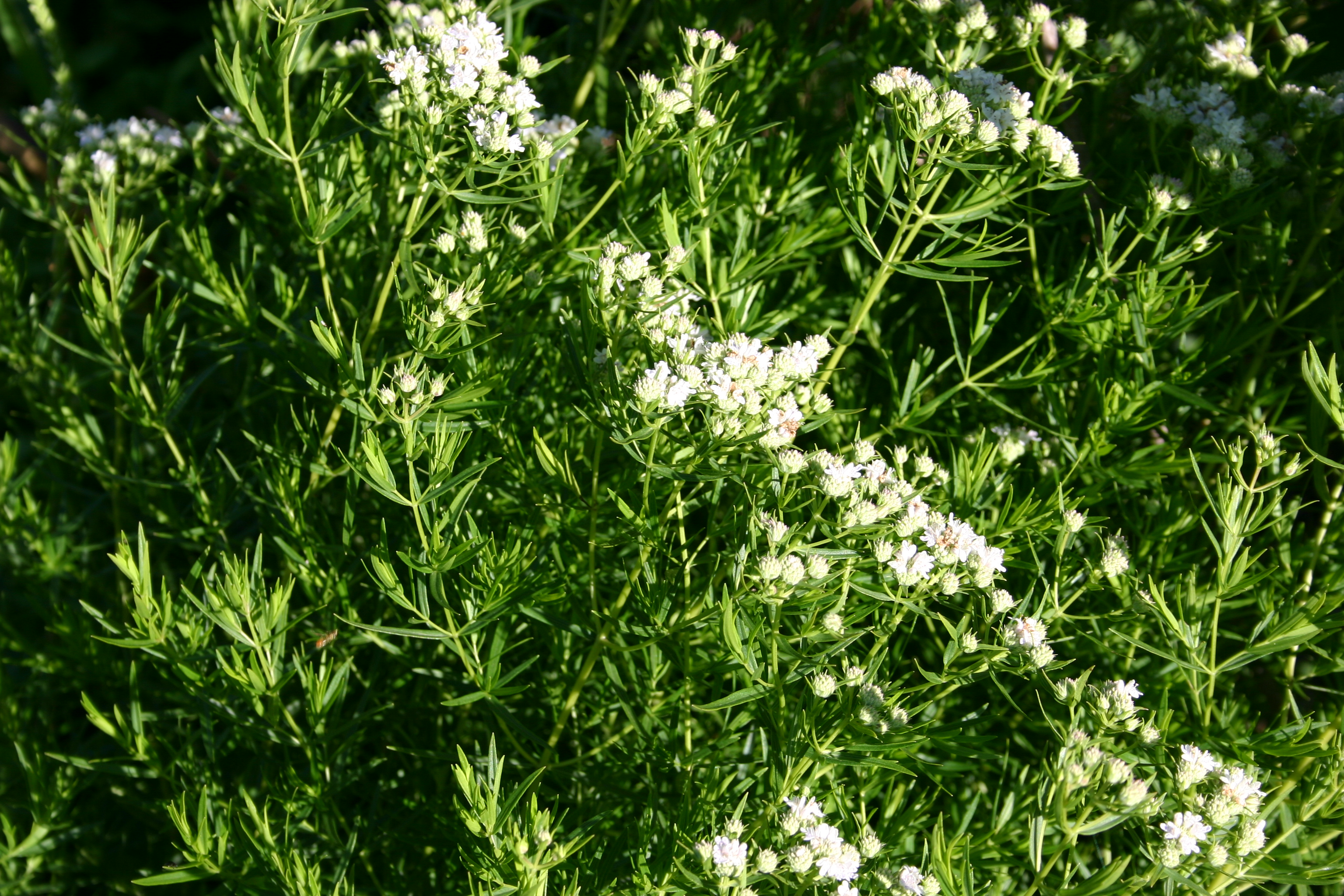
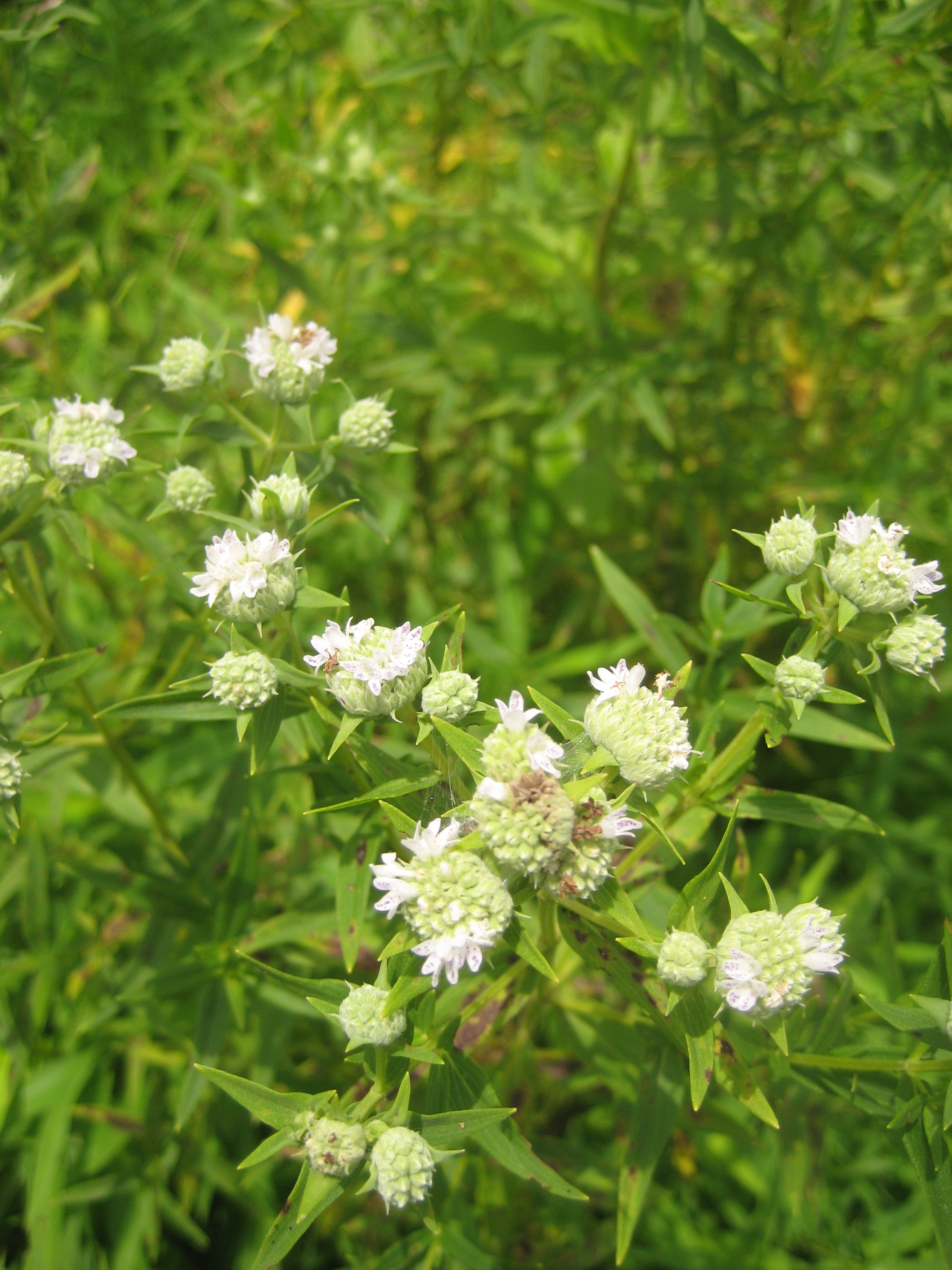
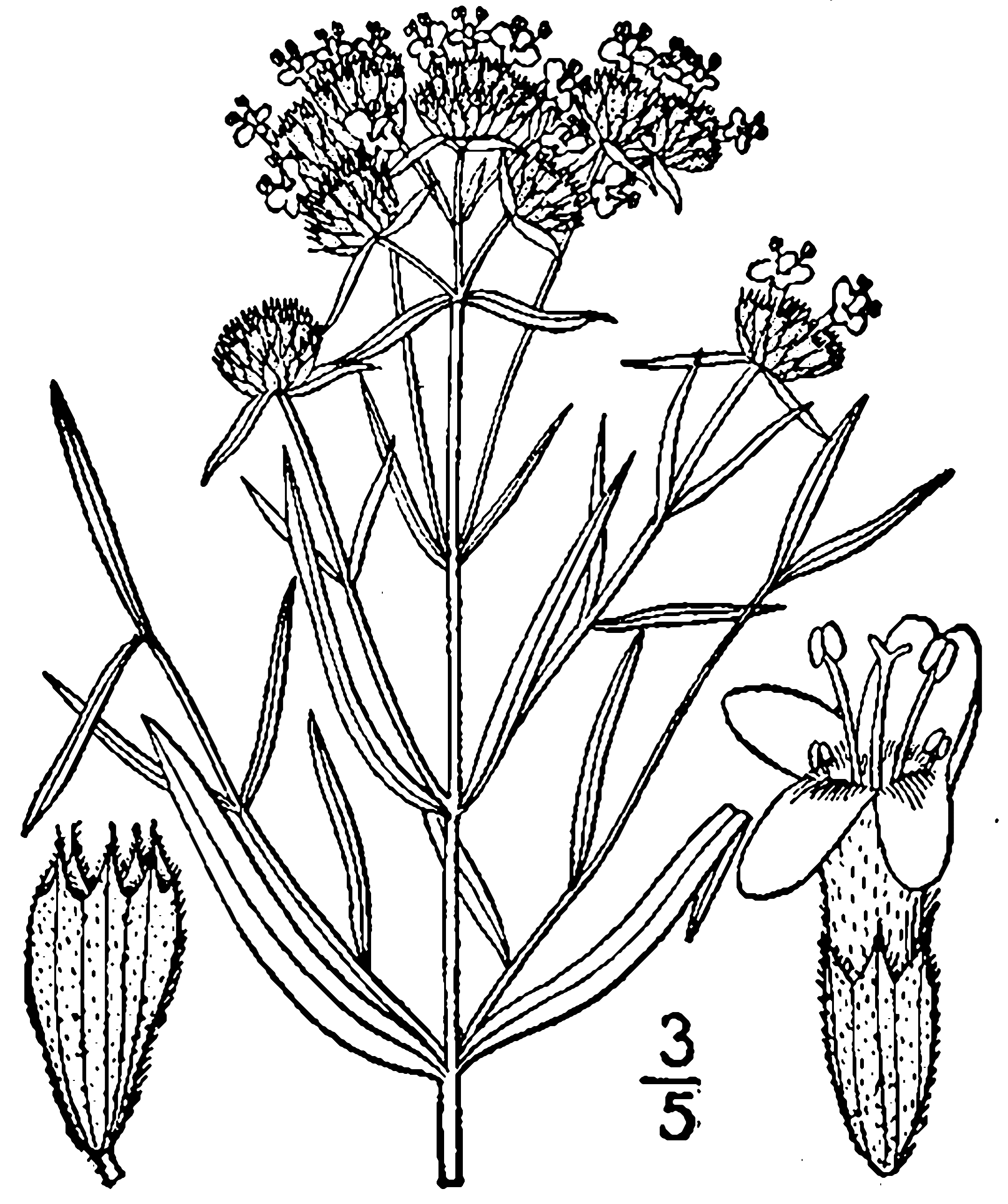